# Salwador na Mistrzostwach Świata w Lekkoatletyce 2011
Salwador na Mistrzostwach Świata w Lekkoatletyce 2011 był reprezentowany przez 2 zawodników – 1 kobietę i 1 mężczyznę.

## Wyniki reprezentantów Salwadoru

### Mężczyźni

#### Konkurencje biegowe
| Konkurencja   | Zawodnik          | Finał        | Finał   |
| Konkurencja   | Zawodnik          | Rezultat     | Pozycja |
| ------------- | ----------------- | ------------ | ------- |
| Chód na 20 km | Emerson Hernandez | 1:30:48 (SB) | 37.     |

### Kobiety

#### Konkurencje biegowe
| Konkurencja    | Zawodnik          | Eliminacje   | Eliminacje | Półfinał | Półfinał | Finał    | Finał   |
| Konkurencja    | Zawodnik          | Rezultat     | Pozycja    | Rezultat | Pozycja  | Rezultat | Pozycja |
| -------------- | ----------------- | ------------ | ---------- | -------- | -------- | -------- | ------- |
| Bieg na 1500 m | Gladys Landaverde | 4:28,50 (SB) | 33.        |          |          |          |         |